# Schrottenturm

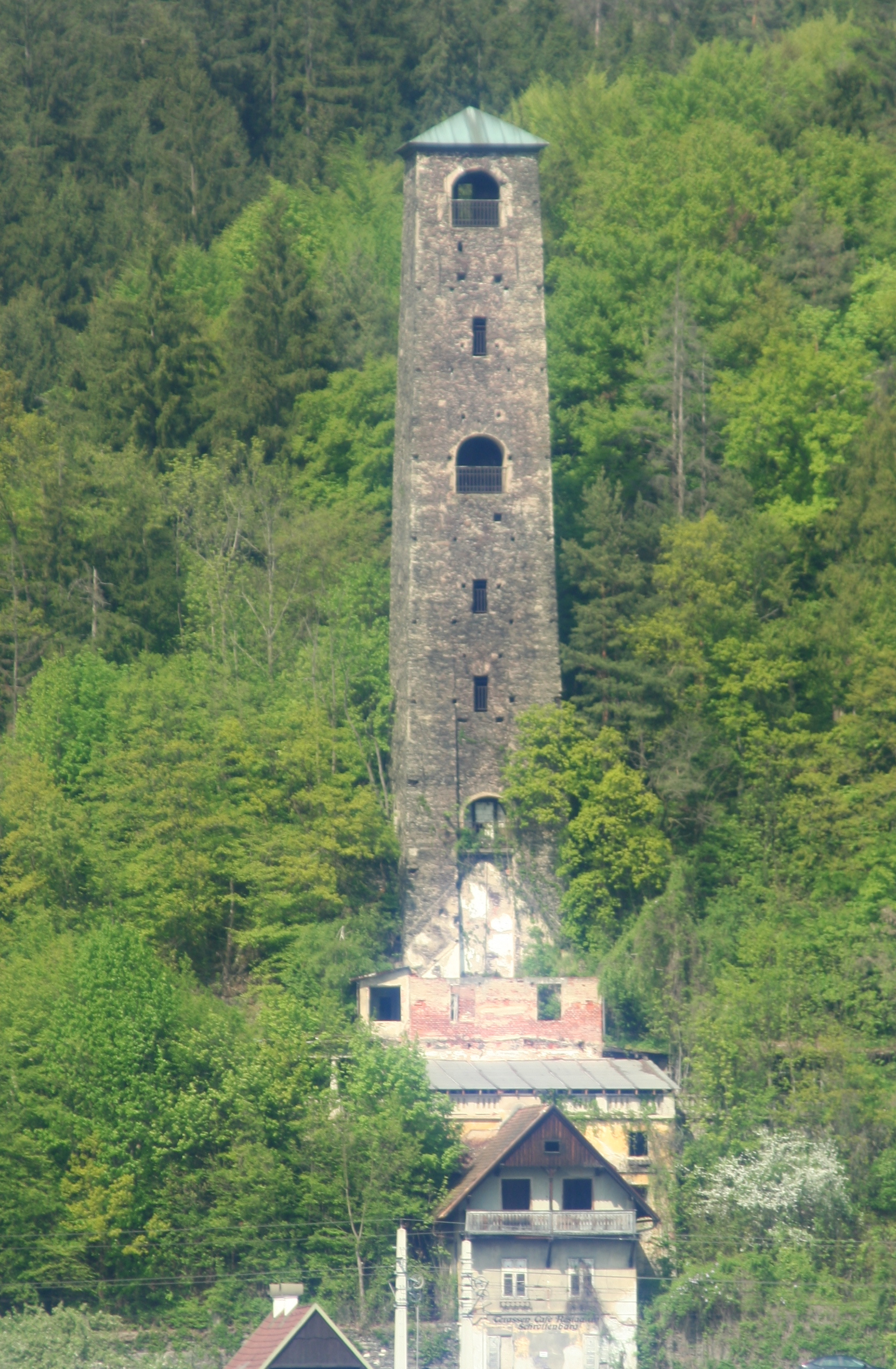
Die Schrottenburg

Der Schrottenturm oder die Schrottenburg ist ein Schrotturm in der Klagenfurter Katastralgemeinde Gurlitsch I. Der Turm steht unter Denkmalschutz (Listeneintrag).

## Geschichte
Der 67 m hohe Turm wurde von 1814 oder 1818 bis 1824 durch Johann Ritter von Rainer zu Harbach errichtet. Der Turm hat einen quadratischen Grundriss, verjüngt sich nach oben und wird durch ein flaches Pyramidendach bedeckt. Bergseitig befindet sich ein Relief von Johann Ritter von Friedel. 1830 stattete Kaiser Franz I. dem Turm einen Besuch ab. Stillgelegt wurde er unmittelbar nach dem Erwerb durch die BBU 1893 oder 1898. 1927 kaufte der nachmalige Bürgermeister Adolf Wolf die Liegenschaft. Er ließ den Turm zum Aussichtsturm umbauen und richtete darunter ein Ausflugslokal ein, für das er die Bezeichnung Schrottenburg einführte. Die Aussicht von Turm und Lokal über den Wörthersee gilt als hervorragend. Das Gastgewerbe wurde 1970 eingestellt. Seither verfällt die Liegenschaft. 2005 wurden die Reste des Lokals durch einen Brand beschädigt. Bemühungen der Eigentümer seit 2007, den denkmalgeschützten Turm zu verkaufen, sind bislang (Ende 2016) gescheitert.

## Bilder

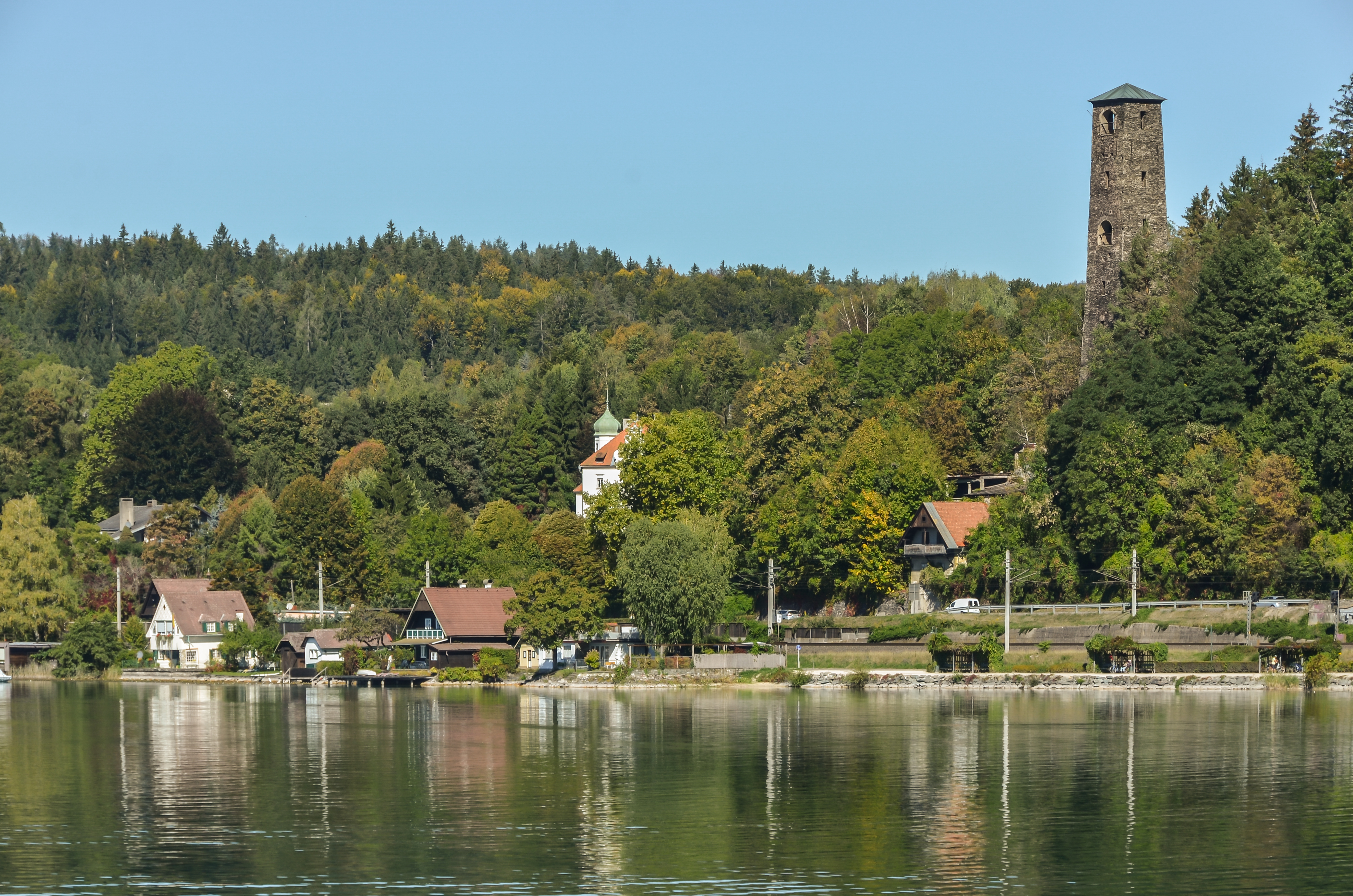
Schrottenturm und Friedelstrand
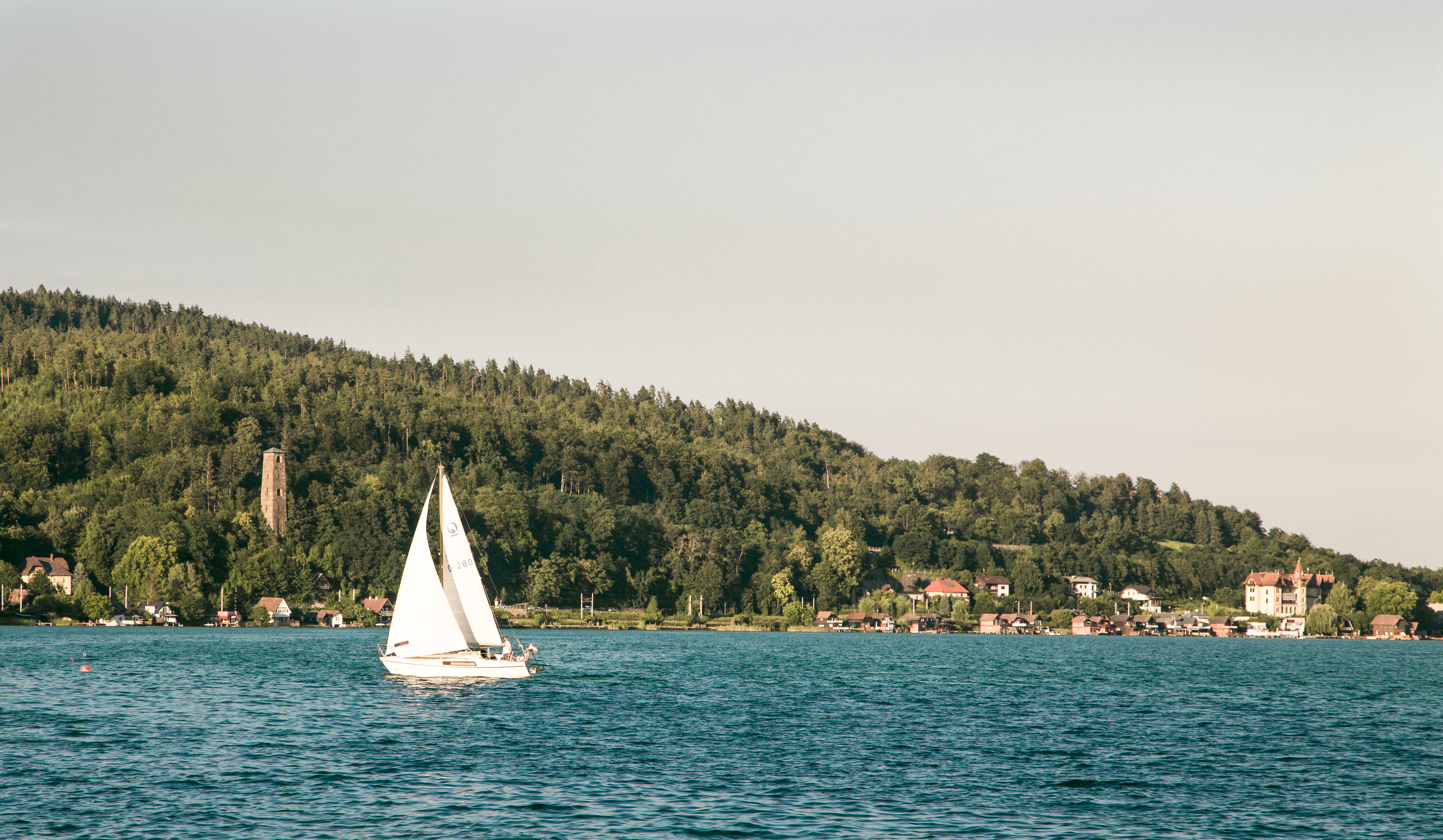
Lage des Turms mit dem Wörthersee im Vordergrund

## Belege
1. 1 2 3 4  Dehio Kärnten 2001, S. 403.
2. 1 2 3 4 5  Schrottenburg – Krumpendorfchronik. In: krumpendorfchronik.at. Abgerufen am 30. Dezember 2016.
3. 1 2 3  woerthersee-architektur.at – Schrottenturm. In: woerthersee-architektur.at. Abgerufen am 30. Dezember 2016.
4. 1 2 3  Reinhold Gasper, Friedrich Hans Ucik: Der ehemalige, in der Fachliteratur bisher unbekannte Schrotturm nahe der Hollenburg (Südkärnten) und die übrigen Schrottürme in Kärnten bzw. Österreich. In: Carinthia II. 196./116. Jahrgang. Klagenfurt 2006, S. 85–91 (zobodat.at [PDF; abgerufen am 30. Dezember 2016]).
5. 1 2  Schlösser und Burgen suchen neue Eigentümer « kleinezeitung.at. In: kleinezeitung.at. Abgerufen am 30. Dezember 2016.